# Hermann Ritzau (Komponist)
Hermann Ritzau (* 1. Juni 1874 in Osterwieck; † 9. Juli 1954 in Hannover) war ein deutscher Komponist, Dirigent und Kapellmeister.

## Leben
Hermann Ritzau komponierte unter anderem die Musik der von Franz Rolan gegebenen Inszenierung von Goethes Faust anlässlich der 1911 in Hannover eröffneten Schauburg.
Zum 1. April 1933 trat Ritzau der NSDAP bei (Mitgliedsnummer 1.753.406).
Jahrzehnte später komponierte Ritzau den auf den Bau des Maschsees in Hannover bezugnehmenden Maschseewalzer und das Hannover-Lied, das als Walzer mit dem Text von Chr. Weigold auch als Bildpostkarte im hannoverschen Verlag Victor Meyer erschien.
Hermann Ritzau hatte eine Tochter, die ihm im letzten Jahr des Zweiten Weltkrieges 1945 in der Güntherstraße im hannoverschen Stadtteil Waldhausen den Enkel, späteren Grafiker, Maler und Hochschullehrer Rolf-Hermann Geller gebar. In seinen letzten Lebensjahren beeinflusste Ritzau, der ein „[...] gesellschaftlich groß geführtes Haus mit Sängern, Musikern und bildenden Künstlern“ bewohnte, seinen Enkel maßgeblich.
Hermann Ritzau wurde im Familiengrab der Gellers auf dem Engesohder Friedhof in Hannover begraben.

## Werke (Auswahl)
- um 1900: [Lied eines Schmiedes] Sieben Lieder für eine Singstimme mit Begleitung des Pianoforte. Op. 28, N°. 4 Lied eines Schmiedes / componirt von Hermann Ritzau, „Dem Königl. Opernsänger Herrn Heinrich Scheuten freundlichst gewidmet“, mit Texten von Nikolaus Lenau, Hannover: Bachmann
- 1911: Die Liebesjagd. Operette in 3 Akten, Texte von Theodor Fischer, als Maschinenschrift (64 Seiten, in Frakturschrift), Hannover: Bühnenverlag Niedersachsen
- 11 Variationen über „Der Karneval von Venedig“, für Salonorchester, Hannover: Oertel, [ca. 1930]
- 1938: Hannover-Lied, mit Text von Chr. Weigold, Ausgabe für Gesang mit Klavierbegleitung und Salon-Orchester-Stimmen, Hannover: Gries & Schornagel
- Maschseewalzer[1]
- Ein Mägd’lein ging einst in den Wald. Marschlied, mit Text von Franz Effner, vorgetragen von der Gruppe Die 5 Gloria-Gesangs-Guitarristen, Seite 2 einer Schellackplatte (78 Umdrehungen pro Minute, 25 cm, Matrizennummer PBi1784; Seite 1: Ich ging einmal spazieren, Volkslied) des Labels Gloria ([LC 0028] GO 13211) der Carl Lindström A.-G.

## Archivalien
Archivalien von und über Hermann Ritzau finden sich beispielsweise
- unter dem Titel Unterstützung bildender Künstler: Hermann Ritzau, Kapellmeister aus der Zeit von 1934 bis 1938 im Stadtarchiv Hannover, Signatur StadtA H 1 HR 19 Nr. 361[8]
- als Sammlung von Zeitungsausschnitten (insbesondere aus der Stadt Oldenburg) des Niedersächsischen Landesverwaltungsamtes, archiviert im Niedersächsischen Landesarchiv (Standort Hannover), Signatur NLA HA ZGS 2/1 Nr. 234[9]